# Christophe Duhamelle
Christophe Duhamelle (* 1966) ist ein französischer Historiker. Er ist Professor an der EHESS Paris und Mitglied des dort angesiedelten Centre d'Anthropologie Religieuse Européenne. Duhamelle forscht und publiziert zur Kulturgeschichte des Alten Reichs und insbesondere zur Konfessionalisierung des frühneuzeitlichen Deutschland.

## Wissenschaftliche Karriere
Duhamelle hat bis 1985 an der École normale supérieure Fontenay-Saint-Cloud studiert. Nach der Agrégation im Fach Geschichte 1988 wurde er 1994 promoviert und 2006 habilitiert. Von 1995 bis 2008 war er Dozent für frühneuzeitliche Geschichte an der Université de Picardie Jules Verne. Zwischen 2000 und 2007 arbeitete er an der Mission Historique Française in Göttingen, zunächst als Wissenschaftler, später als Direktor. Seit Dezember 2008 ist Duhamelle Professor an der École des hautes études en sciences sociales in Paris. Zwischen 2010 und 2013 war er Direktor des historischen Forschungszentrums Centre de recherches historiques der EHESS. Der Historiker ist Mitglied des „Centre d'Anthropologie Religieuse Européenne“.
Duhamelle ist in den wissenschaftlichen Gremien verschiedener Fachverbände wie dem Verein für Reformationsgeschichte mit Sitz in Heidelberg tätig und berät historische Fachzeitschriften, unter anderem die Zeitschrift für historische Forschung. Er arbeitet zudem mit im Redaktionskomitee der Revue d’histoire moderne et contemporaine.

## Forschungsschwerpunkte
Christophe Duhamelle forscht über die Konstruktion territorialer und konfessioneller Zugehörigkeiten und Identitäten in der Frühen Neuzeit. Das Heilige Römische Reich während des 17. und 18. Jahrhunderts ist dabei sein wichtigstes Studienfeld. Konfessionalisierung betrachtet der Historiker dabei als kulturellen Mechanismus der sozialen, räumlichen und zeitlichen Unterscheidung. Im Gegensatz zur traditionellen deutschen Kirchengeschichte erforscht Duhamelle Religion als ein Phänomen, das weit über theologische und institutionelle Dimensionen hinausgeht. Er betrachtet die konfessionellen Unterschiede im 17. und 18. Jahrhundert als Teil der Konstruktion von Individuen und Gemeinschaften, der im territorial und konfessionell zersplitterten Reich eine hohe Bedeutung zukommt. Zurzeit arbeitet Duhamelle über die konfessionell unterschiedlichen Kalender und Zeitrechnungen im frühneuzeitlichen Deutschland.
Zudem übersetzt er historische Fachliteratur aus dem Deutschen ins Französische. 2013 erscheint seine Übersetzung von Des Kaisers alte Kleider der Münsteraner Historikerin Barbara Stollberg-Rilinger.

## Publikationen (Auswahl)
- Une frontière abolie? Le rapprochement des calendriers catholique et protestant du Saint-Empire en 1700, in: Bertrand Forclaz (Hg.), L'expérience de la différence religieuse dans l'Europe moderne (XVI-XVIIIe siècles), Neuchâtel 2013, S. 99–114.
- La frontière au village. Une identité catholique allemande au temps des Lumières, Paris 2010.
- Hrsg. mit Philippe Büttgen: Religion ou confession? Un bilan franco-allemand sur l'époque moderne (XVIe-XVIIIe siècles), Paris 2010.
- Auf der Suche nach der französischen Konfessionalisierung, Art. in: Archiv für Reformationsgeschichte, 100, 2009.
- Hrsg. mit Andreas Kossert und Bernhard Struck: Grenzregionen. Ein europäischer Vergleich vom 18. bis zum 20. Jahrhundert. Frankfurt am Main 2007.
- Hrsg. mit Jürgen Schlumbohm: Eheschließungen im Europa des 18. und 19. Jahrhunderts: Muster und Strategien, Göttingen 2003.
- Hrsg. mit Reiner Prass, Jürgen Schlumbohm und Gérard Béaur: Ländliche Gesellschaften in Deutschland und Frankreich, 18.-19. Jahrhundert. Göttingen 2003.
- L’héritage collectif. La noblesse d’Église rhénane, 17e - 18e siècles. Paris 1998.